# آردکان
آردکان روستایی از توابع بخش مرکزی شهرستان طالقان در استان البرز ایران است. مردم آردکان به زبان تاتی سخن می‌رانند.
این روستا در دهستان میان‌طالقان واقع است که زادگاه دو شخصیت داستان عاشقانه عزیز و نگار می‌باشد که داستان آن هنوز در بین مردم به گویش طالقانی گفته می‌شود.
آردکان دارای طبیعتی زیبا و باغ‌های میوه متنوعی همچون گیلاس، آلبالو و گردو می‌باشد.
روستای آردکان از سمت شمال با روستای دنبلید از سمت شرق با روستای میراش از سمت جنوب با دریاچه سد طالقان و از سمت غرب با روستا ی آرموت همجوار می‌باشد. اکثر مزارع آردکان در قسمت جنوب شرقی روستا که به پستل آردکان معروف است قرار دارند.
آردکان به علت قرار داشتن در دره دارای آب و هوایی خنک در تابستانها می‌باشد.

## پیشینه
محوطه آردکان‌تپه از آثار تاریخی روستا می‌باشد.

## جاذبه‌های گردشگری
روستای آردکان دارای چشم‌اندازی زیبا از دریاچه سد طالقان می‌باشد.

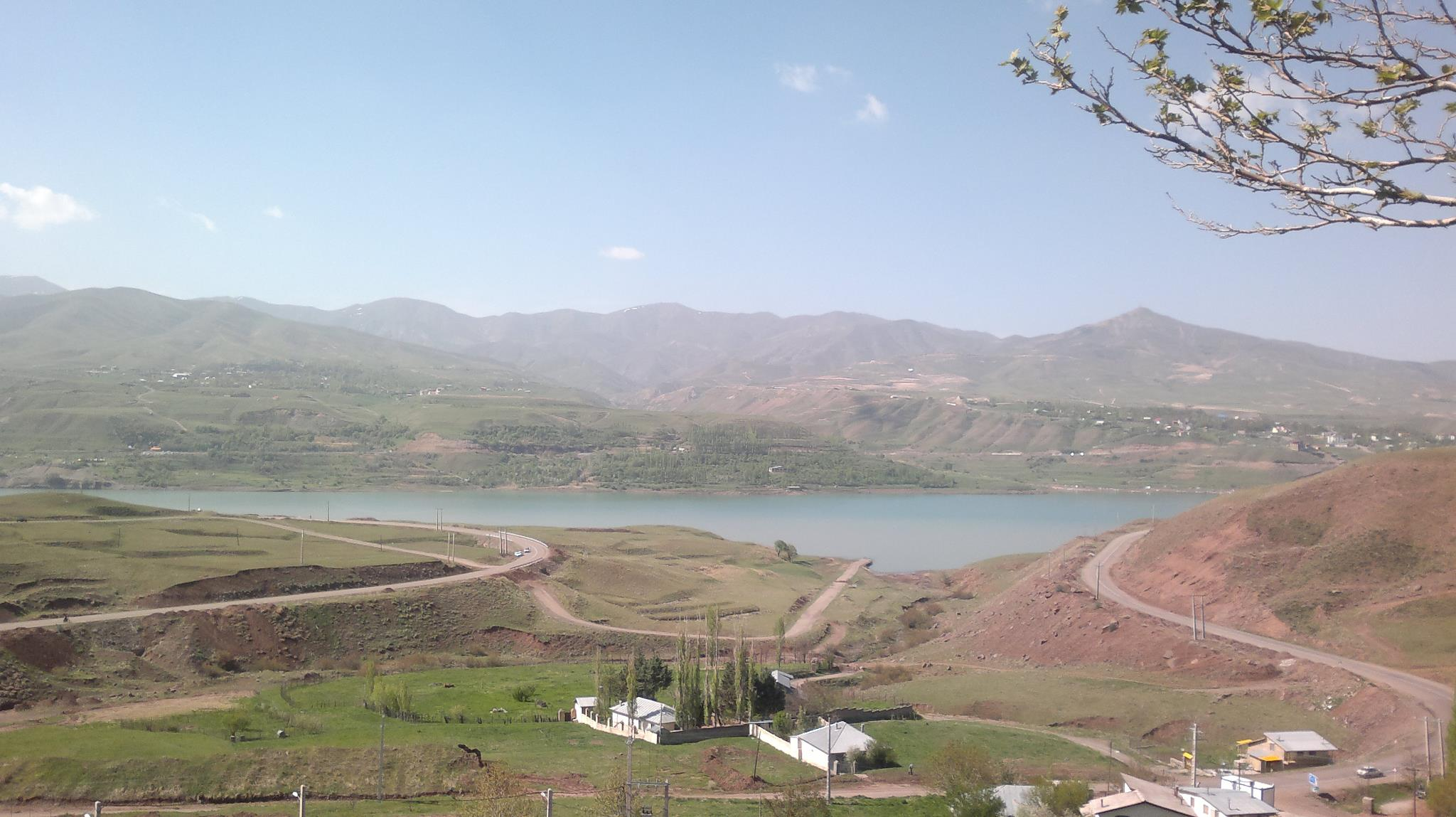
چشم‌انداز دریاچه سد طالقان از روستای آردکان